# Amphoe Sam Phran
Amphoe Sam Phran (Thai: อำเภอ สามพราน, gesprochen: [ʔāmpʰɤ̄ː săːm pʰraːn]; andere Schreibweise: Sampran) ist der südlichste Landkreis (Amphoe – Verwaltungs-Distrikt) der Provinz Nakhon Pathom. Die Provinz Nakhon Pathom liegt in der Mitte der Zentralregion von Thailand.

## Geographie
Die benachbarten Amphoe sind im Uhrzeigersinn von Norden aus: Mueang Nakhon Pathom, Nakhon Chai Si und Phutthamonthon der Provinz Nakhon Pathom, Thawi Watthana und Nong Khaem von Bangkok, die Amphoe Krathum Baen und Ban Phaeo der Provinz Samut Sakhon und Amphoe Bang Phae der Provinz Ratchaburi.
Die Haupt Wasser-Ressource von Sam Phran ist der Mae Nam Tha Chin (Tha-Chin-Fluss, auch: „Nakhon-Chai-Si-Fluss“), der in großen Mäandern den Landkreis in südöstlicher Richtung durchfließt.

## Wirtschaft und Kultur
Sam Phran ist bekannt für seine Bekleidungs- und Textil-Fabriken, von denen viele exklusiv für international bekannte Marken-Firmen fertigen. Ein weiterer wichtiger Wirtschaftsfaktor ist die extensiv betriebene Schweinezucht.
Während sich Sam Phran selbst den Charakter einer ländlichen Kleinstadt bewahren konnte, ist die andere Stadt der Region, Om Yai, eine geschäftige Geschäfts-, Einkaufs-, Markt- und Fabrikationsgegend mit modernen Einrichtungen wie Einkaufszentren, Kliniken und Hospitälern.
Der Unterbezirk von Tha Kham (meist als Takham geschrieben) ist das Zentrum der römisch-katholischen christlichen Religionsgemeinschaft von Thailand. Michael Michai Kitbunchu, der Kardinal von Thailand, ist in Sam Phran geboren, viele katholische Gemeinschaften haben hier ihre Klöster und Zentralen. Das größte Priesterseminar Thailands befindet sich ebenfalls hier.
Weitere Colleges, wie die National Police Academy und das St. Joseph Intertechnology College haben ihren Sitz in der Stadt Sam Phran.

## Geschichte
Der Landkreis wurde 1896 eingerichtet. Sein ursprünglicher Name war Talat Mai (Neuer Markt). Er wurde 1917 in Sam Phran umbenannt.

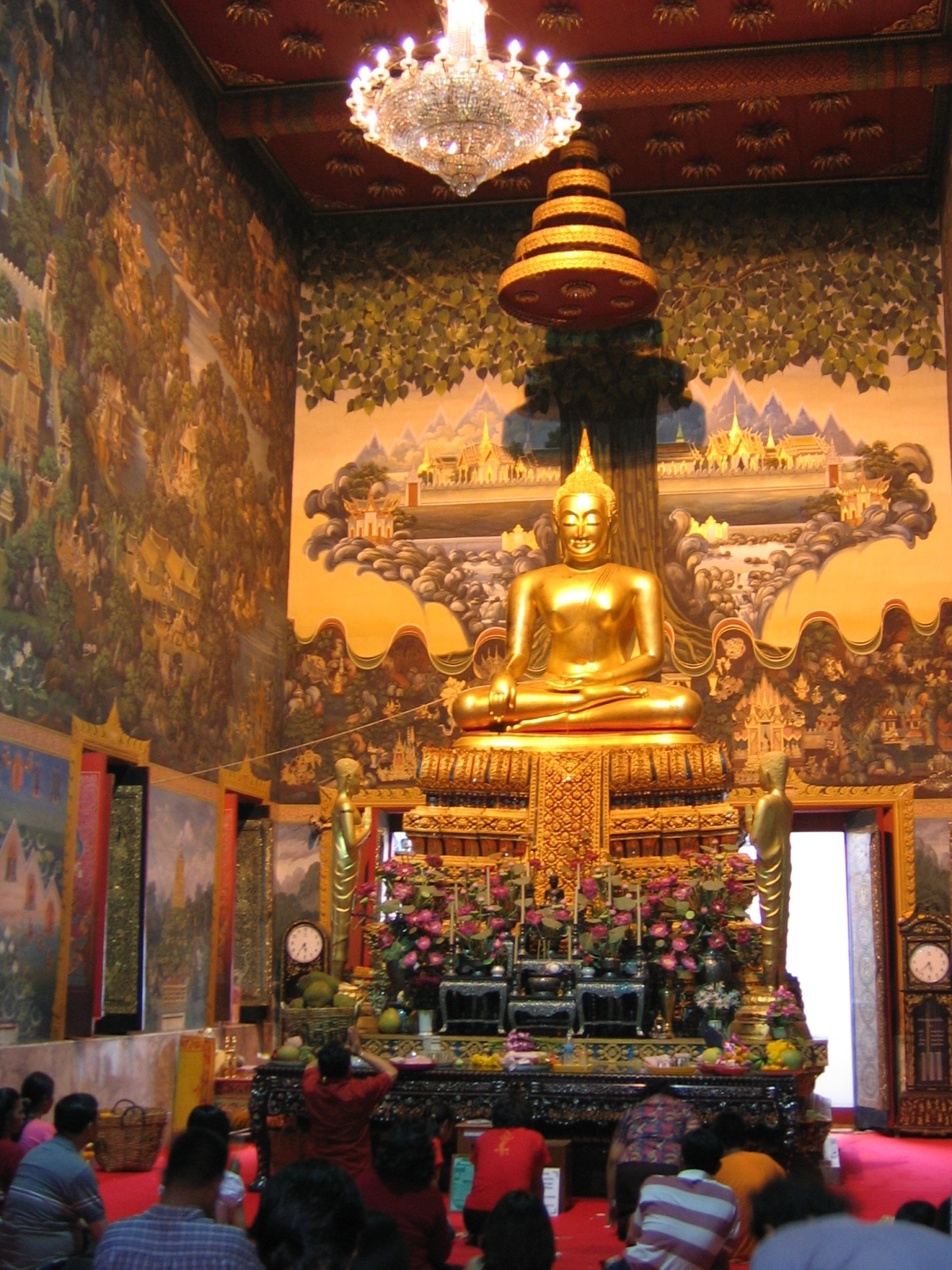
Wat Rai Khing: Buddha-Statue „Luang Pho Wat Rai Khing“

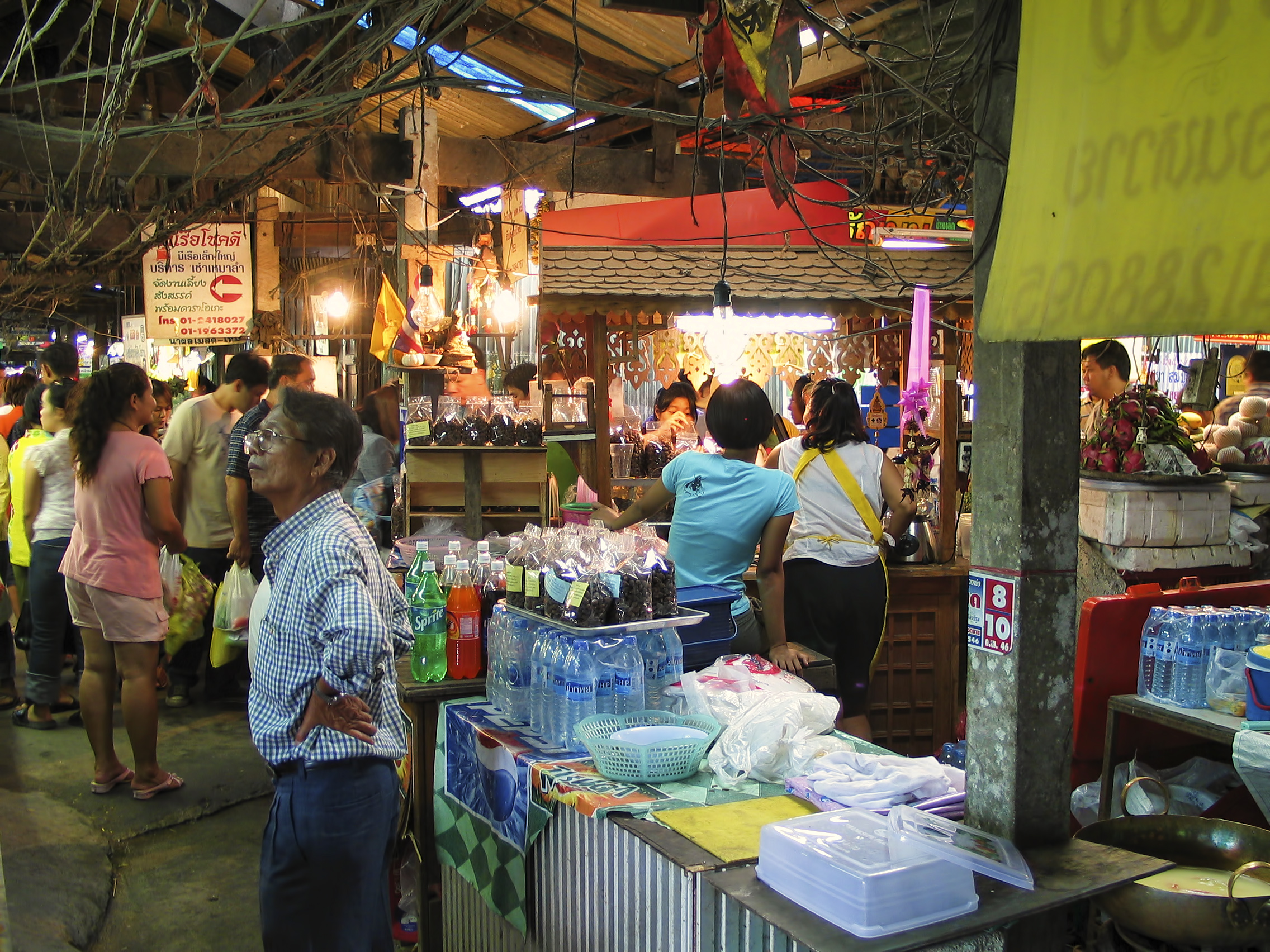
Auf dem Don-Wai-Markt

## Sehenswürdigkeiten
- Der Rose Garden (สวนสามพราน, Suan Sam Phran) in Tha Kham ist ein großer Garten-Komplex am Nakhon-Chai-Si-Fluss mit mehreren Restaurants und einem internationalen Hotel und Tagungszentrum. Es ist eine der größten Touristen-Attraktionen Thailands mit täglichen Shows und Demonstrationen thailändischer Kultur.
- Der Samphran Elephant Ground and Crocodile Farm (ลานแสดงช้างและฟาร์มจระเข้สามพราน) ist einer der größten seiner Art. Fast jedes thailändische Schulkind hat bereits die Vorführungen von trainierten Elefanten und Krokodilen besucht.
- Wat Rai Khing (วัดไร่ขิง) – buddhistischer Tempel (Wat) direkt am Ufer des Chai-Si-Flusses (anderer Name für den Mae Nam Tha Chin) gelegen; eingeweiht im Jahr 1791 unter dem Namen Wat Mongkol Chinda Ram Rai Khing, von den Einheimischen jedoch kurz Wat Rai Khing genannt. Direkt am Tempel im Mae Nam Tha Chin befindet sich eins von mehreren Fisch-Schutzgebieten des Tha Chin.
- Talat Nam Don Wai (ตลาดน้ำ ดอนหวาย), nur wenige Kilometer nordöstlich von Wat Rai Khing gelegen. Don Wai ist ein traditioneller „Markt am Wasser“ (Talad = Markt Nam = Wasser). Wie der eigentliche Thai Name richtig sagt, handelte es sich dabei traditionell keinesfalls etwa um einen „schwimmenden“ Markt, wobei der Handel, wie in Touristenprospekten oft zu sehen, scheinbar auf winzigen Booten im Wasser stattfindet. Vielmehr kamen Besucher und Händler einst mit Booten zu diesen Märkten. In Don Wai befindet er sich in einem historischen Holzgebäude direkt am Ufer des Chai-Si-Flusses. Er ist beliebt bei thailändischen Tagestouristen aus Bangkok, da hier viele traditionelle örtliche Produkte, Fisch, Obst und andere Esswaren gehandelt werden.

## Verwaltung

### Provinzverwaltung
Der Landkreis Sam Phran ist in 16 Tambon („Unterbezirke“ oder „Gemeinden“) eingeteilt, die sich weiter in 137 Muban („Dörfer“) unterteilen.
| Nr.  | Name          | Thai     | Muban | Einw.  |
| ---- | ------------- | -------- | ----- | ------ |
| 01.  | Tha Kham      | ท่าข้าม    | 06    | 10.288 |
| 02.  | Song Khanong  | ทรงคนอง  | 06    | 06.096 |
| 03.  | Hom Kret      | หอมเกร็ด  | 06    | 08.282 |
| 04.  | Bang Krathuek | บางกระทึก | 08    | 11.060 |
| 05.  | Bang Toei     | บางเตย   | 07    | 05.079 |
| 06.  | Sam Phran     | สามพราน  | 09    | 13.292 |
| 07.  | Bang Chang    | บางช้าง   | 11    | 07.724 |
| 08.  | Rai Khing     | ไร่ขิง     | 14    | 27.165 |
| 09.  | Tha Talat     | ท่าตลาด   | 10    | 15.796 |
| 010. | Krathum Lom   | กระทุ่มล้ม  | 09    | 23.335 |
| 011. | Khlong Mai    | คลองใหม่  | 07    | 12.045 |
| 012. | Talat Chinda  | ตลาดจินดา | 11    | 07.866 |
| 013. | Khlong Chinda | คลองจินดา | 14    | 11.560 |
| 014. | Yai Cha       | ยายชา    | 06    | 08.263 |
| 015. | Ban Mai       | บ้านใหม่   | 05    | 10.334 |
| 016. | Om Yai        | อ้อมใหญ่   | 08    | 17.791 |

### Lokalverwaltung
Es gibt drei Kommunen mit „Stadt“-Status (Thesaban Mueang) im Landkreis:
- Sam Phran (Thai: เทศบาลเมืองสามพราน) bestehend aus den Teilen der Tambon Sam Phran, Tha Talat, Khlong Mai, Yai Cha.
- Rai Khing (Thai: เทศบาลเมืองไร่ขิง) bestehend aus dem kompletten Tambon Rai Khing.
- Krathum Lom (Thai: เทศบาลเมืองกระทุ่มล้ม) bestehend aus dem kompletten Tambon Krathum Lom.

Es gibt zwei Kommunen mit „Kleinstadt“-Status (Thesaban Tambon) im Landkreis:
- Om Yai (Thai: เทศบาลตำบลอ้อมใหญ่) bestehend aus dem kompletten Tambon Om Yai und Teilen des Tambon Ban Mai.
- Bang Krathuek (Thai: เทศบาลตำบลบางกระทึก) bestehend aus dem kompletten Tambon Bang Krathuek.

Außerdem gibt es zwölf „Tambon-Verwaltungsorganisationen“ (องค์การบริหารส่วนตำบล – Tambon Administrative Organizations, TAO)
- Tha Kham (Thai: องค์การบริหารส่วนตำบลท่าข้าม) bestehend aus dem kompletten Tambon Tha Kham.
- Song Khanong (Thai: องค์การบริหารส่วนตำบลทรงคนอง) bestehend aus dem kompletten Tambon Song Khanong.
- Hom Kret (Thai: องค์การบริหารส่วนตำบลหอมเกร็ด) bestehend aus dem kompletten Tambon Hom Kret.
- Bang Toei (Thai: องค์การบริหารส่วนตำบลบางเตย) bestehend aus dem kompletten Tambon Bang Toei.
- Sam Phran (Thai: องค์การบริหารส่วนตำบลสามพราน) bestehend aus Teilen des Tambon Sam Phran.
- Bang Chang (Thai: องค์การบริหารส่วนตำบลบางช้าง) bestehend aus dem kompletten Tambon Bang Chang.
- Tha Talat (Thai: องค์การบริหารส่วนตำบลท่าตลาด) bestehend aus Teilen des Tambon Tha Talat.
- Khlong Mai (Thai: องค์การบริหารส่วนตำบลคลองใหม่) bestehend aus Teilen des Tambon Khlong Mai.
- Talat Chinda (Thai: องค์การบริหารส่วนตำบลตลาดจินดา) bestehend aus dem kompletten Tambon Talat Chinda.
- Khlong Chinda (Thai: องค์การบริหารส่วนตำบลคลองจินดา) bestehend aus dem kompletten Tambon Khlong Chinda.
- Yai Cha (Thai: องค์การบริหารส่วนตำบลยายชา) bestehend aus Teilen des Tambon Yai Cha.
- Ban Mai (Thai: องค์การบริหารส่วนตำบลบ้านใหม่) bestehend aus Teilen des Tambon Ban Mai.